# William Renshaw
William Charles Renshaw, detto Willy (Leamington Spa, 3 gennaio 1861 – Swanage, 12 agosto 1904), è stato un tennista britannico.

## Carriera
Ha vinto 12 titoli di Wimbledon, di cui 7 nel singolare e 5 nel doppio, insieme a suo fratello gemello Ernest Renshaw.
Con i 7 trofei nel singolare è, insieme a Novak Đoković il secondo giocatore per numero di vittorie del torneo, preceduto da Roger Federer.
Si ritira nel 1896 e muore per convulsioni epilettiche a 43 anni.
Nel 1983 Renshaw fu scelto per entrare nella gloriosa International Tennis Hall of Fame.

## Finali del Grande Slam

### Vinte
| Anno | Torneo    | Avversario nella finale | Punteggio               |
| ---- | --------- | ----------------------- | ----------------------- |
| 1881 | Wimbledon | John Hartley            | 6-0, 6-1, 6-1           |
| 1882 | Wimbledon | Ernest Renshaw          | 6-1, 2-6, 4-6, 6-2, 6-2 |
| 1883 | Wimbledon | Ernest Renshaw          | 2-6, 6-3, 6-3, 4-6, 6-3 |
| 1884 | Wimbledon | Herbert Lawford         | 6-0, 6-4, 9-7           |
| 1885 | Wimbledon | Herbert Lawford         | 7-5, 6-2, 4-6, 7-5      |
| 1886 | Wimbledon | Herbert Lawford         | 6-0, 5-7, 6-3, 6-4      |
| 1889 | Wimbledon | Ernest Renshaw          | 7-5, 6-2, 4-6, 7-5      |

### Perse
| Anno | Torneo    | Avversario nella finale | Punteggio               |
| ---- | --------- | ----------------------- | ----------------------- |
| 1890 | Wimbledon | Willoughby Hamilton     | 8-6, 2-6, 6-3, 1-6, 1-6 |